# Дегтярь, Анатолий Стефанович
Анатолий Стефанович Дегтярь — советский хозяйственный и государственный деятель, лауреат Государственной премии СССР за выдающиеся достижения в труде.

## Биография
Родился в 1938 году в Москве. Член КПСС.
В 1961—1993 годах — слесарь-ремонтник, бригадир слесарей-ремонтников завода «Манометр» Министерства приборостроения СССР.
За большой личный вклад в совершенствование техники и технологии производства был в составе коллектива удостоен Государственной премии СССР за выдающиеся достижения в труде 1983 года.
Жил в Москве.

## Награды
- Орден Трудовой Славы II степени
- Орден Трудовой Славы III степени